# Rawatsar
Rawatsar là một thành phố và khu đô thị của quận Hanumangarh thuộc bang Rajasthan, Ấn Độ.

## Địa lý
Rawatsar có vị trí 29°17′B 74°23′Đ / 29,28°B 74,38°Đ Nó có độ cao trung bình là 176 mét (577 feet).

## Nhân khẩu
Theo điều tra dân số năm 2001 của Ấn Độ, Rawatsar có dân số 28.383 người. Phái nam chiếm 53% tổng số dân và phái nữ chiếm 47%. Rawatsar có tỷ lệ 55% biết đọc biết viết, thấp hơn tỷ lệ trung bình toàn quốc là 59,5%: tỷ lệ cho phái nam là 65%, và tỷ lệ cho phái nữ là 44%. Tại Rawatsar, 17% dân số nhỏ hơn 6 tuổi.